# Alektryon (Wächter des Ares)
Alektryon (altgriechisch Ἀλεκτρυών Alektryṓn, deutsch ‚Hahn‘) ist in der griechischen Mythologie ein Jüngling, der vor der Tür des Ares Wache stehen sollte, als dieser sich unerlaubt mit Aphrodite einließ. Alektryon schlief jedoch ein und Helios, die Sonne, überraschte die beiden am nächsten Morgen. Als Strafe verwandelte Ares den Alektryon in einen Hahn, damit er niemals mehr vergisst, den Sonnenaufgang anzukündigen.